# Denkmalgeschützte Objekte in Matrei am Brenner
Nach der Eingemeindung von Mühlbachl und Pfons in die Gemeinde Matrei am Brenner per 1. Jänner 2022 werden deren Denkmallisten weitergeführt, da sie jeweils mit der gleichnamigen Katastralgemeinde deckungsgleich waren. Die denkmalgeschützten Objekte der Gemeinde Matrei am Brenner werden nunmehr in drei Teilen geführt, die den drei Katastralgemeinden entsprechen:
- Liste der denkmalgeschützten Objekte in Matrei am Brenner-Matrei
- Liste der denkmalgeschützten Objekte in Matrei am Brenner-Mühlbachl
- Liste der denkmalgeschützten Objekte in Matrei am Brenner-Pfons